# Finał Pucharu Polski w piłce nożnej 2010
Finał Pucharu Polski w piłce nożnej 2010 – mecz piłkarski kończący rozgrywki Pucharu Polski 2009/2010 oraz mający na celu wyłonienie triumfatora tych rozgrywek, który został rozegrany 22 maja 2010 roku na Stadionie im. Zdzisława Krzyszkowiaka w Bydgoszczy, pomiędzy Pogonią Szczecin a Jagiellonią Białystok. Trofeum po raz 1. wywalczyła Jagiellonia Białystok, która uzyskała tym samym prawo gry w kwalifikacjach Ligi Europy 2010/2011.

## Droga do finału
| Pogoń Szczecin | Pogoń Szczecin     | Pogoń Szczecin | Runda              | Jagiellonia Białystok                   | Jagiellonia Białystok                   | Jagiellonia Białystok                   |
| Data           | Przeciwnik         | Wynik          | Runda              | Data                                    | Przeciwnik                              | Wynik                                   |
| -------------- | ------------------ | -------------- | ------------------ | --------------------------------------- | --------------------------------------- | --------------------------------------- |
| 29.07.2009     | Olimpia Elbląg     | 2:1 pd.        | Runda przedwstępna | Klub rozpoczął rozgrywki od 1/16 finału | Klub rozpoczął rozgrywki od 1/16 finału | Klub rozpoczął rozgrywki od 1/16 finału |
| 11.08.2009     | Kotwica Kołobrzeg  | 7:5 pd.        | Runda wstępna      | Klub rozpoczął rozgrywki od 1/16 finału | Klub rozpoczął rozgrywki od 1/16 finału | Klub rozpoczął rozgrywki od 1/16 finału |
| 25.08.2009     | Motor Lublin       | 2:0            | I runda            | Klub rozpoczął rozgrywki od 1/16 finału | Klub rozpoczął rozgrywki od 1/16 finału | Klub rozpoczął rozgrywki od 1/16 finału |
| 07.10.2009     | Polonia Warszawa   | 2:0            | 1/16 finału        | 23.09.2009                              | GKS Tychy                               | 1:0 pd.                                 |
| 07.10.2009     | Piast Gliwice      | 2:0            | 1/8 finału         | 03.11.2009                              | Arka Gdynia                             | 2:0 pd.                                 |
| 16.03.2010     | Zagłębie Sosnowiec | 3:0            | Ćwierćfinał        | 17.03.2010                              | Korona Kielce                           | 1:3                                     |
| 24.03.2010     | Zagłębie Sosnowiec | 1:1            | Ćwierćfinał        | 24.03.2010                              | Korona Kielce                           | 3:0                                     |
| 06.04.2010     | Ruch Chorzów       | 1:1            | Półfinał           | 06.04.2010                              | Lechia Gdańsk                           | 2:1                                     |
| 04.05.2010     | Ruch Chorzów       | 0:0            | Półfinał           | 04.05.2010                              | Lechia Gdańsk                           | 1:1                                     |

## Tło
W finale rozgrywek zmierzyły się ze sobą Jagiellonia Białystok oraz I-ligowa wówczas Pogoń Szczecin, dla której był to pierwszy sukces od czasu kryzysu w sezonie 2006/2007, w wyniku którego została zdegradowana do IV ligi.

## Mecz

### Przebieg meczu
Mecz odbył się 22 maja 2010 roku o godz. 15:30 na Stadionie im. Zdzisława Krzyszkowiaka w Bydgoszczy. Sędzią głównym spotkania był Robert Małek. W 12. minucie meczu, po faulu El Mehdiego Siqdy w polu karnym, sędzia nie podyktował rzutu karnego, karząc zawodnika Pogoni Marcina Bojarskiego żółtą kartką. Jedyny gol wpadł w 49. minucie, po rzucie rożnym wykonanym przez zawodnika Jagiellonii Białystok Tomasza Frankowskiego. Do piłki przed polem karnym doszedł Jarosław Lato, który oddał niedokładny strzał, wykorzystany przez Andriusa Skerla, który z bliskiej odległości pokonał bramkarza drużyny przeciwnej, Radosława Janukiewicza.

### Szczegóły meczu
| 22 maja 2010 15:30 | Pogoń Szczecin | 0:10:0Raport | Jagiellonia Białystok · 49' Skerla | Stadion im. Zdzisława Krzyszkowiaka, Bydgoszcz Widzów: 12 000 Sędzia: Robert Małek (Zabrze) |
|                    |                |              |                                    |                                                                                             |

| Pogoń Szczecin: |    |                       |              |     |
|                 |    |                       |              |     |
| BR              | 84 | Radosław Janukiewicz  |              |     |
| OB              | 4  | Marcin Nowak          | Żółta kartka | 60' |
| OB              | 23 | Krzysztof Hrymowicz   | Żółta kartka |     |
| OB              | 5  | Omar Jarun            |              |     |
| OB              | 27 | Marcin Woźniak        |              |     |
| PO              | 17 | Maksymilian Rogalski  | Żółta kartka |     |
| PO              | 16 | Robert Mandrysz       | Żółta kartka | 82' |
| PO              | 14 | Maciej Mysiak         |              |     |
| PO              | 6  | Przemysław Pietruszka |              |     |
| NA              | 33 | Marcin Bojarski       | Żółta kartka | 68' |
| NA              | 78 | Olgierd Moskalewicz   |              |     |
| Rezerwowi:      |    |                       |              |     |
| BR              | 1  | Krzysztof Pyskaty     |              |     |
| OB              | 2  | Łukasz Wróbel         |              |     |
| PO              | 18 | Daniel Wólkiewicz     |              | 82' |
| PO              | 11 | Tomasz Parzy          |              |     |
| PO              | 3  | Piotr Koman           |              |     |
| NA              | 19 | Piotr Dziuba          |              | 68' |
| NA              | 7  | Mikołaj Lebedyński    |              | 60' |
| Trener:         |    |                       |              |     |
| Piotr Mandrysz  |    |                       |              |     |

| Jagiellonia Białystok: |    |                       |              |     |
|                        |    |                       |              |     |
| BR                     | 33 | Rafał Gikiewicz       |              |     |
| OB                     | 4  | Igor Lewczuk          |              | 67' |
| OB                     | 5  | Andrius Skerla        |              |     |
| OB                     | 14 | El Mehdi Sidqy        |              | 73' |
| OB                     | 17 | Alexis Norambuena     | Żółta kartka |     |
| PO                     | 32 | Bruno                 |              |     |
| PO                     | 11 | Hermes                |              |     |
| PO                     | 22 | Rafał Grzyb           |              |     |
| PO                     | 13 | Jarosław Lato         |              |     |
| NA                     | 21 | Tomasz Frankowski     |              | 80' |
| NA                     | 10 | Kamil Grosicki        |              |     |
| Rezerwowi:             |    |                       |              |     |
| BR                     | 12 | Grzegorz Sandomierski |              |     |
| OB                     | 7  | Piotr Klepczarek      |              |     |
| OB                     | 20 | Andrzej Niewulis      |              |     |
| OB                     | 24 | Dariusz Jarecki       |              | 80' |
| PO                     | 23 | Marcin Burkhardt      |              | 67' |
| NA                     | 30 | Maycon                |              |     |
| NA                     | 9  | Remigiusz Jezierski   |              | 73' |
| Trener:                |    |                       |              |     |
| Michał Probierz        |    |                       |              |     |

| Puchar Polski w piłce nożnej 2009/2010 Zwycięzcy |
| ------------------------------------------------ |
| Jagiellonia Białystok 1. Tytuł                   |